# Ansiedlungsrayon

Der Ansiedlungsrayon mit den Prozentsätzen an jüdischer Bevölkerung in den jeweiligen Gouvernements (1905)

Als Ansiedlungsrayon (russisch Черта оседлости Tscherta osedlosti; jiddisch דער תּחום-המושבֿ der tchum-ha-mojschew; hebräisch תְּחוּם הַמּוֹשָב t'ẖum hammoscháv) wird das Gebiet im europäischen Westen des Russischen Kaiserreiches bezeichnet, auf das zwischen Ende des 18. und Anfang des 20. Jahrhunderts das Wohn- und Arbeitsrecht der jüdischen Bevölkerung beschränkt war. Das Gebiet war zuvor größtenteils Bestandteil Polen-Litauens gewesen und mit den Teilungen Polens Ende des 18. Jahrhunderts unter russische Herrschaft gelangt.
Der Ansiedlungsrayon, der sich von der Ostsee bis zum Schwarzen Meer erstreckte, umfasste mehr als eine Million Quadratkilometer. Dort lebten Ende des 19. Jahrhunderts beinahe fünf Millionen Juden, die nach dem offiziellen Zensus von 1897 11,46 Prozent der Bevölkerung ausmachten. Der jüdische Bevölkerungsanteil im übrigen Russischen Reich lag bei 0,38 Prozent, wobei die Gouvernements Kurland mit 7,33 Prozent und Livland mit 2,24 Prozent die höchsten Werte erreichten.

## Geschichte
1791 wurde durch einen Erlass der Zarin Katharina II. festgelegt, dass Juden nur innerhalb bestimmter Gebiete leben und arbeiten durften. 1835 änderte Nikolaus I. diesen Erlass und erließ für weitere spezielle Bezirke Genehmigungen, die die Ansiedlung für Juden regelten. Der Ansiedlungsrayon umfasste 15 westrussische Gouvernements und 10 polnische Gebietseinheiten. Während der Reformära unter Alexander II. wurden einige Bestimmungen gelockert. Zwischen 1859 und 1865 erhielten jüdische Kaufleute der Ersten Gilde, Träger akademischer Grade und Zunfthandwerker ein unbegrenztes Niederlassungsrecht außerhalb des Ansiedlungsrayons. 1861 erhielten Juden mit akademischem Grad und 1879 alle jüdischen Hochschulabsolventen de jure einen begrenzten Zugang zum russischen Staatsdienst. De facto blieben die staatlichen oder unter staatlicher Regie stehenden Positionen den Juden jedoch zum großen Teil verschlossen, wenn sie nicht zum Christentum konvertierten. Eine gewisse Ausnahme bildete nur der Rechtsanwaltsberuf, in dem viele jüdische Akademiker tätig wurden, so dass in den Gerichtsbezirken von St. Petersburg, Odessa und Warschau etwa 30 Prozent der Anwälte Juden waren. In den kongresspolnischen Gouvernements kam es 1862 sogar zur rechtlichen Gleichstellung der Juden, die auch nach dem Januaraufstand 1863 beibehalten wurde. Nach der Ermordung des „Reformzaren“ Alexander II. kam es unter seinem Nachfolger Alexander III. zu einer Gegenreaktion mit vermehrter Repression gegen die Minderheiten im Russischen Reich. Durch die sogenannten Maigesetze, die vom Mai 1882 bis zur Februarrevolution 1917 gültig waren, wurde die Bewegungsfreiheit der russischen Juden wieder eingeschränkt. Ab 1889 konnte kein Jude mehr ohne die ausdrückliche Genehmigung des Innenministeriums Rechtsanwalt werden.
Eine Niederlassungsbewilligung außerhalb des Rayons konnte jederzeit entzogen werden. Ab Mai 1882 durften sich mit einem solchen Dokument versehene Juden nur noch in Städten neu ansiedeln, die Wohnsitznahme auf dem Land wurde ihnen verboten. Die im Ansiedlungsrayon verbliebene überwiegende Mehrheit wurde ab 1881 von der an anderen Minderheiten praktizierten Russifizierung ausgenommen, Russischunterricht an jüdischen Schulen war verboten. Zahlreiche Pogrome ereigneten sich mit Duldung oder aktiver Förderung durch staatliche Organe.
Eine Folge dieser Politik war, dass bis zum Anfang des 20. Jahrhunderts mehr als fünf Millionen Juden, rund 90 Prozent der im russischen Einzugsbereich lebenden Juden, im Ansiedlungsrayon sesshaft waren. Nach dem deutschen Überfall auf die Sowjetunion im Juni 1941 geriet das Gebiet unter deutsche Besatzung, wobei ein kleinerer Teil der Juden in sowjetische Gebiete weiter nach Osten fliehen konnte – jedoch die überwiegend verbliebene jüdische Bevölkerung durch Deutsche und einheimische Helfer beinahe vollständig während des Holocaust ermordet wurden.

## Bevölkerungsstatistik der Juden in Russland
Die erste als zuverlässig geltende Volkszählung im Russischen Kaiserreich war die aus dem Jahr 1897. Im Folgenden sind die Angaben zur jüdischen Bevölkerung in den einzelnen Gouvernements wiedergegeben.

### Europäisches Russland außerhalb des Ansiedlungsrayons
| Gouvernement                         | Gouvernement                         | Jüdische Bevölkerung | Gesamt- bevölkerung | Jüdischer Bevölkerungsanteil (in Prozent) |
| ------------------------------------ | ------------------------------------ | -------------------- | ------------------- | ----------------------------------------- |
| I                                    | Nordrussland                         | Nordrussland         | Nordrussland        | Nordrussland                              |
| I                                    | Archangelsk                          | 00.252               | 0.346.536           | 0,08                                      |
| I                                    | Kasan                                | 02.286               | 02.176.424          | 0,11                                      |
| I                                    | Kostroma                             | 00.830               | 01.389.812          | 0,06                                      |
| I                                    | Nowgorod                             | 04.740               | 01.367.022          | 0,03                                      |
| I                                    | Olonez                               | 00.403               | 0.364.156           | 0,11                                      |
| I                                    | Perm                                 | 02.019               | 02.993.562          | 0,07                                      |
| I                                    | Pskow                                | 06.454               | 01.122.152          | 0,58                                      |
| I                                    | St. Petersburg                       | 021.270              | 02.109.463          | 1,01                                      |
| I                                    | Ufa                                  | 00.695               | 02.196.642          | 0,03                                      |
| I                                    | Wologda                              | 00.425               | 01.341.785          | 0,03                                      |
| I                                    | Wjatka                               | 00.817               | 03.032.552          | 0,03                                      |
| I                                    | Gesamt                               | 040.191              | 18.440.106          | 0,22                                      |
| II                                   | Zentralrussland                      | Zentralrussland      | Zentralrussland     | Zentralrussland                           |
| II                                   | Kaluga                               | 01.481               | 01.132.843          | 0,13                                      |
| II                                   | Kursk                                | 04.141               | 02.371.213          | 0,17                                      |
| II                                   | Moskau                               | 08.749               | 02.427.415          | 0,36                                      |
| II                                   | Nischni Nowgorod                     | 02.673               | 01.584.774          | 0,12                                      |
| II                                   | Orel                                 | 06.258               | 02.039.808          | 0,31                                      |
| II                                   | Pensa                                | 00.560               | 01.470.968          | 0,04                                      |
| II                                   | Rjasan                               | 01.547               | 01.803.617          | 0,09                                      |
| II                                   | Saratow                              | 03.042               | 02.406.919          | 0,13                                      |
| II                                   | Simbirsk                             | 00.571               | 01.527.481          | 0,04                                      |
| II                                   | Smolensk                             | 010.496              | 01.525.629          | 0,69                                      |
| II                                   | Tambow                               | 02.163               | 02.683.059          | 0,08                                      |
| II                                   | Tula                                 | 02.650               | 01.422.291          | 0,19                                      |
| II                                   | Twer                                 | 01.396               | 01.769.443          | 0,08                                      |
| II                                   | Wladimir                             | 01.167               | 01.515.693          | 0,09                                      |
| II                                   | Jaroslawl                            | 01.646               | 01.071.579          | 0,15                                      |
| II                                   | Gesamt                               | 048.540              | 26.752.732          | 0,18                                      |
| III                                  | Südostrussland                       | Südostrussland       | Südostrussland      | Südostrussland                            |
| III                                  | Astrachan                            | 03.173               | 01.003.542          | 0,31                                      |
| III                                  | Don-Territorium                      | 015.440              | 02.562.754          | 0,69                                      |
| III                                  | Charkow                              | 013.725              | 02.492.367          | 0,55                                      |
| III                                  | Orenburg                             | 02.093               | 01.600.500          | 0,13                                      |
| III                                  | Samara                               | 02.501               | 02.748.876          | 0,09                                      |
| III                                  | Woronesch                            | 02.680               | 02.531.253          | 0,11                                      |
| III                                  | Gesamt                               | 039.612              | 12.939.292          | 0,31                                      |
| IV                                   | Baltische Provinzen                  | Baltische Provinzen  | Baltische Provinzen | Baltische Provinzen                       |
| IV                                   | Kurland                              | 049.313              | 0.672.308           | 7,33                                      |
| IV                                   | Estland                              | 01.396               | 0.418.817           | 0,33                                      |
| IV                                   | Livland                              | 028.654              | 01.299.523          | 2,24                                      |
| IV                                   | Gesamt                               | 079.363              | 02.390.648          | 3,32                                      |
| Europäisches Russland ohne den Rayon | Europäisches Russland ohne den Rayon | 207.706              | 60.522.778          | 0,34                                      |

### Ansiedlungsrayon
| Gouvernement              | Gouvernement              | Jüdische Bevölkerung | Gesamt- bevölkerung  | Jüdischer Bevölkerungsanteil (in Prozent) |
| ------------------------- | ------------------------- | -------------------- | -------------------- | ----------------------------------------- |
| I                         | Nordwestrussland          | Nordwestrussland     | Nordwestrussland     | Nordwestrussland                          |
| I                         | Grodno                    | 0.276.874            | 01.602.681           | 17,28                                     |
| I                         | Kowno                     | 0.212.230            | 01.548.410           | 13,71                                     |
| I                         | Minsk                     | 0.338.657            | 02.147.911           | 15,77                                     |
| I                         | Mogiljow                  | 0.201.301            | 01.688.573           | 11,92                                     |
| I                         | Witebsk                   | 0.175.678            | 01.489.228           | 11,80                                     |
| I                         | Wilna                     | 0.205.261            | 01.591.207           | 12,90                                     |
| I                         | Gesamt                    | 1.410.001            | 10.068.010           | 14,00                                     |
| II                        | Südwestrussland           | Südwestrussland      | Südwestrussland      | Südwestrussland                           |
| II                        | Tschernigow               | 0.114.630            | 02.298.834           | 4,99                                      |
| II                        | Kiew                      | 0.427.863            | 03.559.481           | 12,03                                     |
| II                        | Podolien                  | 0.366.597            | 03.018.551           | 12,15                                     |
| II                        | Poltawa                   | 0.111.417            | 02.780.424           | 04,02                                     |
| II                        | Wolhynien                 | 0.397.772            | 02.987.970           | 13,31                                     |
| II                        | Gesamt                    | 1.418.279            | 14.645.260           | 09,70                                     |
| III                       | Südrussland               | Südrussland          | Südrussland          | Südrussland                               |
| III                       | Bessarabien               | 0.225.637            | 01.936.392           | 11,65                                     |
| III                       | Taurien (Krim)            | 00.66.125            | 01.448.973           | 04,57                                     |
| III                       | Cherson (mit Odessa)      | 0.337.282            | 02.738.923           | 12,32                                     |
| III                       | Jekaterinoslaw            | 0.100.736            | 02.113.384           | 04,77                                     |
| III                       | Gesamt                    | 0.729.780            | 08.237.672           | 08,86                                     |
| IV                        | Polen (Weichselland)      | Polen (Weichselland) | Polen (Weichselland) | Polen (Weichselland)                      |
| IV                        | Kalisch                   | 00.72.339            | 00.842.398           | 08,59                                     |
| IV                        | Kielce                    | 00.82.427            | 00.761.689           | 10,82                                     |
| IV                        | Lomscha                   | 00.90.912            | 00.579.300           | 15,69                                     |
| IV                        | Lublin                    | 0.153.728            | 01.159.273           | 13,26                                     |
| IV                        | Piotrkow (Petrikau)       | 0.222.299            | 01.404.031           | 15,83                                     |
| IV                        | Plozk                     | 00.50.473            | 00.553.094           | 09,13                                     |
| IV                        | Radom                     | 0.113.277            | 00.815.062           | 13,89                                     |
| IV                        | Suwalki                   | 00.58.808            | 00.582.696           | 10,09                                     |
| IV                        | Syedlitz                  | 0.122.370            | 00.772.386           | 15,84                                     |
| IV                        | Warschau                  | 0.349.943            | 01.931.168           | 18,12                                     |
| IV                        | Gesamt                    | 1.316.576            | 9.401.097            | 14,01                                     |
| Gesamter Ansiedlungsrayon | Gesamter Ansiedlungsrayon | 4.874.636            | 42.352.039           | 11,46                                     |

### Asiatisches Russland
| Gouvernements und Oblaste   | Gouvernements und Oblaste   | Jüdische Bevölkerung | Gesamt- bevölkerung | Jüdischer Bevölkerungsanteil (in Prozent) |
| --------------------------- | --------------------------- | -------------------- | ------------------- | ----------------------------------------- |
| I                           | Kaukasus                    | Kaukasus             | Kaukasus            | Kaukasus                                  |
| I                           | Baku                        | 11.650               | 00.826.806          | 1,41                                      |
| I                           | Schwarzmeer                 | 01.054               | 00.57.478           | 1,83                                      |
| I                           | Dagestan                    | 09.850               | 00.571.381          | 1,72                                      |
| I                           | Elisabethpol                | 02.023               | 00.878.185          | 0,23                                      |
| I                           | Eriwan                      | 02.073               | 00.829.550          | 0,25                                      |
| I                           | Kars                        | 01.208               | 00.290.654          | 0,42                                      |
| I                           | Kuban                       | 04.796               | 01.919.397          | 0,25                                      |
| I                           | Kutais                      | 08.902               | 01.057.243          | 0,84                                      |
| I                           | Stawropol                   | 01.291               | 00.873.805          | 0,15                                      |
| I                           | Terek                       | 07.120               | 00.932.341          | 0,76                                      |
| I                           | Tiflis                      | 08.504               | 01.054.250          | 0,81                                      |
| I                           | Gesamt                      | 58.471               | 09.291.090          | 0,63                                      |
| II                          | Zentralasien                | Zentralasien         | Zentralasien        | Zentralasien                              |
| II                          | Akmolinsk                   | 01.628               | 00.682.429          | 0,24                                      |
| II                          | Fergana                     | 02.269               | 01.575.869          | 0,14                                      |
| II                          | Samarkand                   | 04.379               | 00.859.123          | 0,51                                      |
| II                          | Semipalatinsk               | 00.302               | 00.686.909          | 0,04                                      |
| II                          | Semiretschensk              | 00.279               | 00.990.211          | 0,03                                      |
| II                          | Sir Darja                   | 02.777               | 01.466.249          | 0,19                                      |
| II                          | Turgai                      | 00.58                | 00.453.691          | 0,02                                      |
| II                          | Transkaspien                | 00.909               | 00.380.323          | 0,24                                      |
| II                          | Ural                        | 00.128               | 00.645.590          | 0,02                                      |
| II                          | Gesamt                      | 12.729               | 07.740.394          | 0,16                                      |
| III                         | Sibirien                    | Sibirien             | Sibirien            | Sibirien                                  |
| III                         | Amur                        | 00.394               | 00.120.306          | 0,33                                      |
| III                         | Küstenprovinz (Chabarowsk)  | 01.591               | 00.223.336          | 0,72                                      |
| III                         | Irkutsk                     | 08.239               | 00.514.202          | 1,60                                      |
| III                         | Sachalin                    | 00.127               | 00.28.113           | 0,45                                      |
| III                         | Tobolsk                     | 02.453               | 01.434.482          | 0,17                                      |
| III                         | Tomsk                       | 07.696               | 01.928.257          | 0,40                                      |
| III                         | Transbaikalien (Chita)      | 07.550               | 00.637.777          | 1,18                                      |
| III                         | Jakutsk                     | 00.697               | 00.209.607          | 0,26                                      |
| III                         | Jenisseisk                  | 05.730               | 00.570.579          | 1,00                                      |
| III                         | Gesamt                      | 034.477              | 05.666.659          | 0,60                                      |
| Asiatisches Russland gesamt | Asiatisches Russland gesamt | 105.677              | 22.698.143          | 0,48                                      |